# Ешленд (переписна місцевість, Нью-Гемпшир)
Ешленд (англ. Ashland) — переписна місцевість (CDP) в США, в окрузі Ґрафтон штату Нью-Гемпшир. Населення — 1082 особи (2020).

## Географія
Ешленд розташований за координатами 43°42′2″ пн. ш. 71°38′26″ зх. д. / 43.70056° пн. ш. 71.64056° зх. д. (43.700516, -71.640682).  За даними Бюро перепису населення США в 2010 році переписна місцевість мала площу 3,35 км², з яких 3,27 км² — суходіл та 0,09 км² — водойми. В 2017 році площа становила 3,54 км², з яких 3,45 км² — суходіл та 0,09 км² — водойми.

## Демографія
Згідно з переписом 2010 року, у переписній місцевості мешкали 1244 особи в 599 домогосподарствах у складі 305 родин. Густота населення становила 371 особа/км².  Було 685 помешкань (204/км²).
Расовий склад населення:
| - 96,9 % — білих - 0,9 % — азіатів - 0,3 % — корінних американців - 0,2 % — чорних або афроамериканців |

До двох чи більше рас належало 1,4 %. Частка іспаномовних становила 1,3 % від усіх жителів.
За віковим діапазоном населення розподілялося таким чином: 18,0 % — особи молодші 18 років, 64,6 % — особи у віці 18—64 років, 17,4 % — особи у віці 65 років та старші. Медіана віку мешканця становила 42,8 року. На 100 осіб жіночої статі у переписній місцевості припадало 92,3 чоловіків;  на 100 жінок у віці від 18 років та старших — 86,8 чоловіків також старших 18 років.
Середній дохід на одне домашнє господарство  становив 44 502 долари США (медіана — 40 000), а середній дохід на одну сім'ю — 55 688 доларів (медіана — 52 452). Медіана доходів становила 37 617 доларів для чоловіків та 27 007 доларів для жінок. За межею бідності перебувало 14,9 % осіб, у тому числі 16,3 % дітей у віці до 18 років та 5,8 % осіб у віці 65 років та старших.
Цивільне працевлаштоване населення становило 815 осіб. Основні галузі зайнятості: освіта, охорона здоров'я та соціальна допомога — 23,8 %, мистецтво, розваги та відпочинок — 17,4 %, будівництво — 15,0 %, роздрібна торгівля — 13,7 %.